# Faisal Mekdad
Faisal Mekdad (en árabe: فيصل المقداد‎) (Ghasm, 1954) es un diplomático sirio, que fue vicepresidente de Siria en 2024, anteriormente fue ministro de Asuntos Exteriores de 2020 a 2024. De 2006 hasta su nombramiento fue Viceministro de Relaciones Exteriores de Siria. De 2003 a 2006 fue Enviado Permanente ante las Naciones Unidas.

## Biografía
Faisal Mekdad nació en el pueblo de Ghasm en la gobernación de Daraa en 1954. Se graduó en 1978 de la Universidad de Damasco con un título en inglés. Posteriormente obtuvo su doctorado en Literatura Inglesa de la Universidad Charles de Praga en 1993. Mientras estuvo en la Universidad Charles, formó parte de la Unión Internacional de Estudiantes.
Después de su graduación en la Universidad Charles ingresó en el cuerpo diplomático en el Ministerio de Relaciones Exteriores de Siria. En 1995, fue miembro de la Delegación Permanente de Siria ante las Naciones Unidas, donde representó a Siria en numerosas conferencias. Fue nombrado adjunto del Representante Permanente de Siria ante las Naciones Unidas, bajo Mikhail Wehbe.
En 2003, Mekdad asumió el puesto de Representante Permanente de Siria ante las Naciones Unidas, cargo que ocupó hasta 2006, cuando fue nombrado Viceministro de Relaciones Exteriores.
El 22 de noviembre de 2020 se anunció que asumiría el puesto de Ministro de Asuntos Exteriores en sustitución de Walid Moalem, quien murió una semana antes. En el decreto también se designa a Basam al Sabagh como representante permanente de la República Árabe Siria ante la Organización de las Naciones Unidas en Nueva York.

## Revolución siria
Mekdad ha negado las acusaciones de la presunta represión de su gobierno contra los manifestantes después del inicio de la guerra civil siria. Ha mantenido entrevistas con medios de comunicación occidentales y árabes sobre el levantamiento, donde ha hablado en apoyo de Bashar al-Assad. Ha promovido la afirmación del gobierno de que su gobierno está luchando contra insurgentes terroristas armados, y cuando un reportero de la BBC le preguntó si cree que su gobierno está ganando la guerra, respondió diciendo: "Lo ganaremos, lo estamos ganando, sí". Mekdad formó parte de la delegación que representó al gobierno sirio durante la Conferencia de Ginebra II sobre Siria. Los otros miembros con él eran Bashar Jaafari, Omran al-Zoubi, Bouthaina Shaaban, Walid Muallem y Luna Shabal.

## Vida personal
Faisal Mekdad está casado y tiene un hijo y dos hijas. El padre de Mekdad fue secuestrado por hombres armados el 18 de mayo de 2013 en su aldea de Ghasm.